# Jules Célestin Jamin
Jules Célestin Jamin (Termes, 30 de maio de 1818 — Paris, 12 de fevereiro de 1886) foi um físico francês.
Trabalhou principalmente com óptica, eletricidade e magnetismo. Inventou o Interferômetro de Jamin.
Foi professor da École Polytechnique em 1852, e a partir de 1863 da Sorbonne. Em dezembro de 1868 foi eleito membro da Académie des Sciences, da qual foi presidente em 1882.